# Taiyū-ji
Le Taiyū-ji (太融寺 ()) est un temple bouddhiste situé dans l'arrondissement Kita-ku d'Osaka, au Japon.  

## Histoire et patrimoine
Le temple a été fondé en 821 par Kukai.
La "Ligue pour la constitution d'une assemblée nationale" (国会期成同盟 ()) a été établie dans le temple en 1880. Le Mouvement pour la liberté et les droits du peuple lui est aussi lié.
Le temple possède une statue remarquable de Kannon.

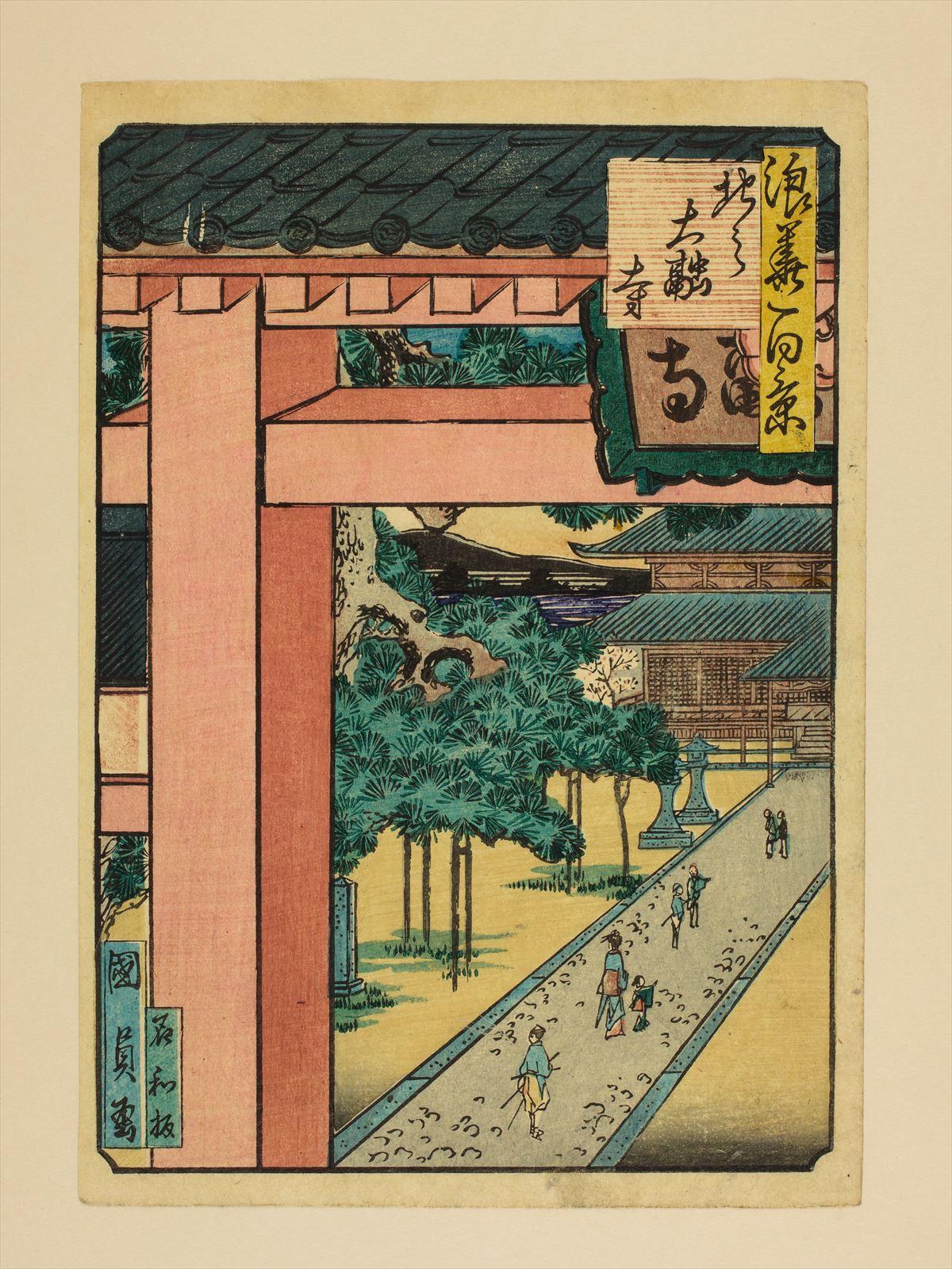
Vue du temple, vers 1800.
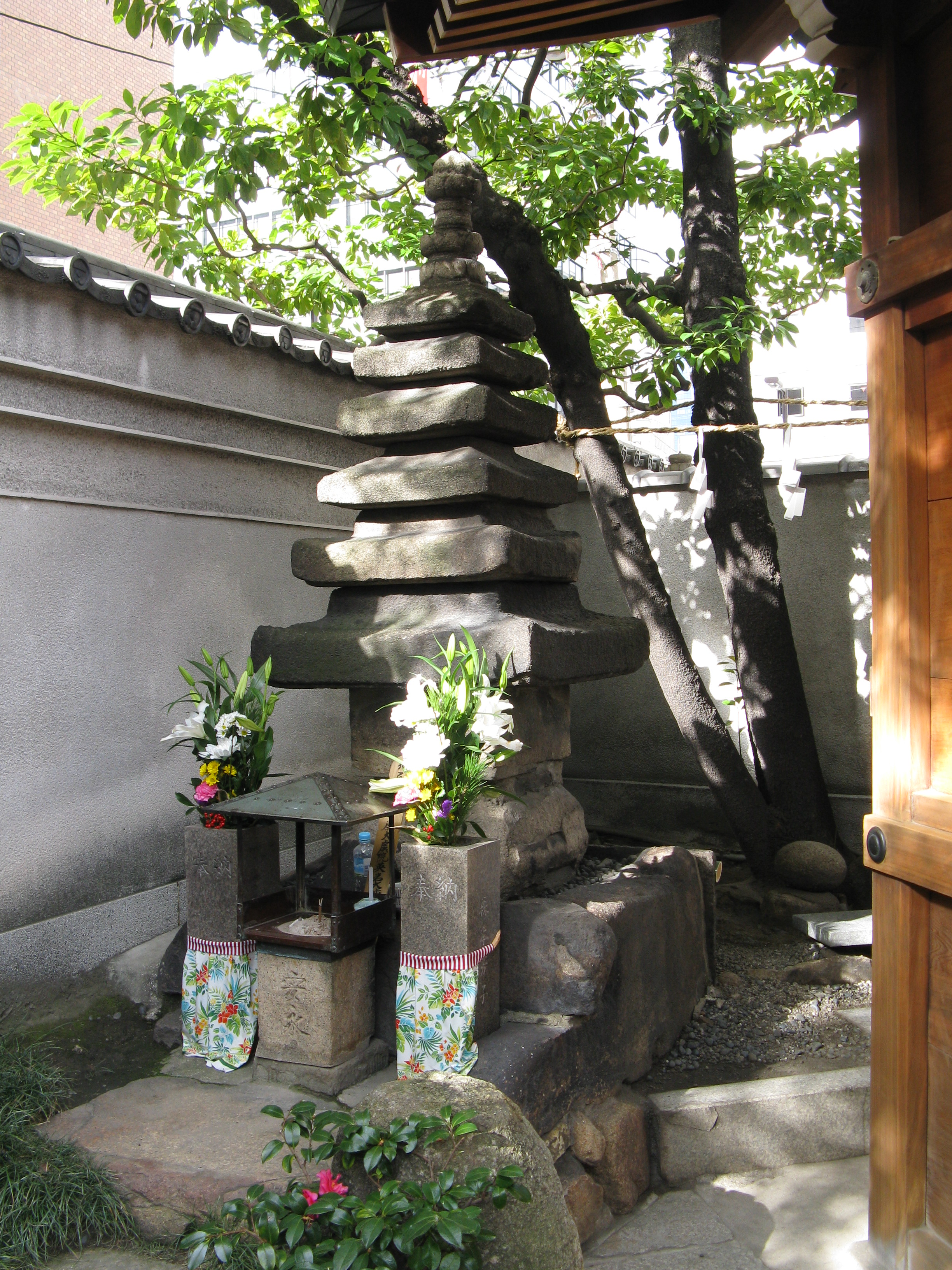
Tombe de Yodo-dono.
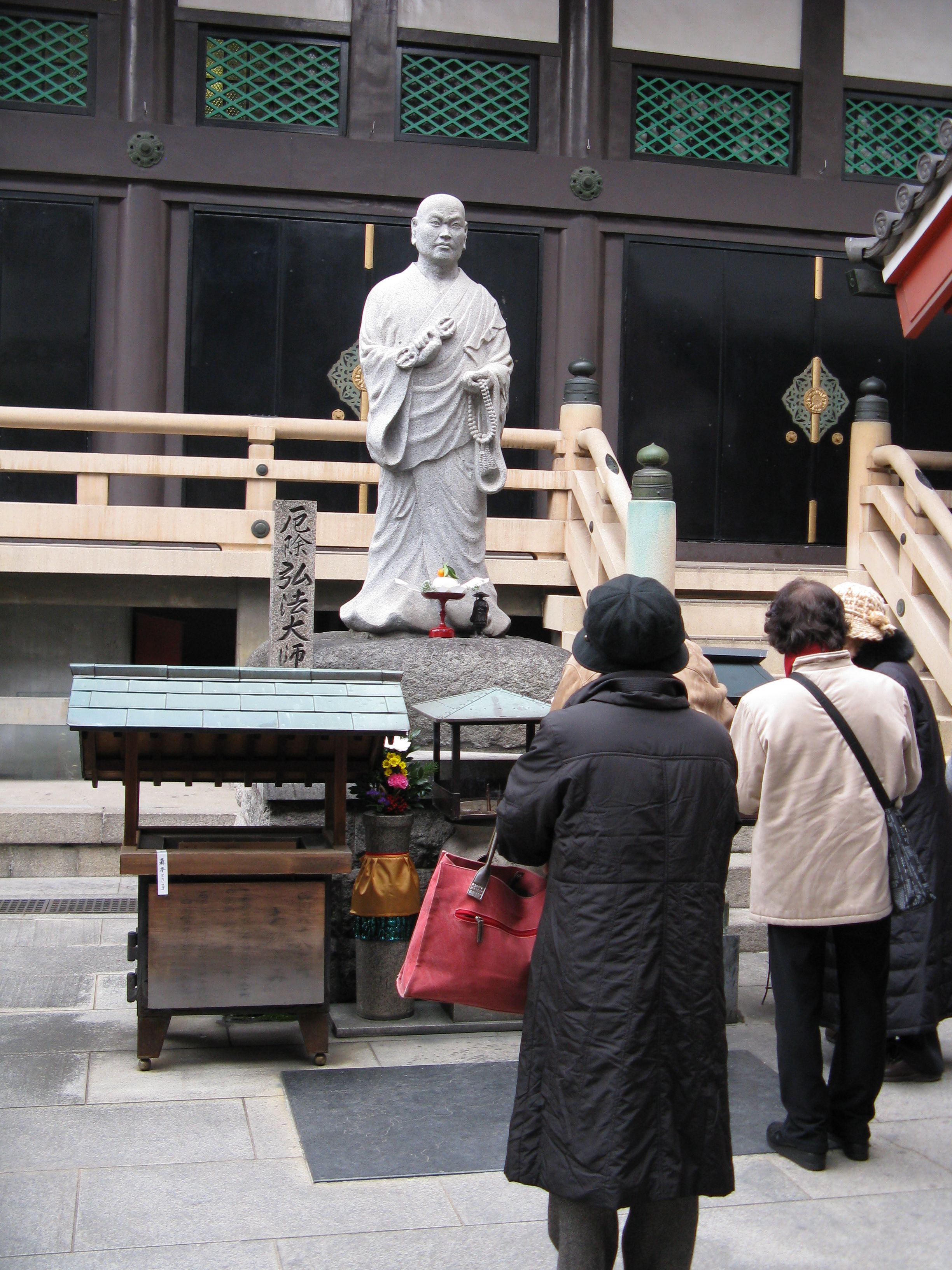
Statue de Kukai.
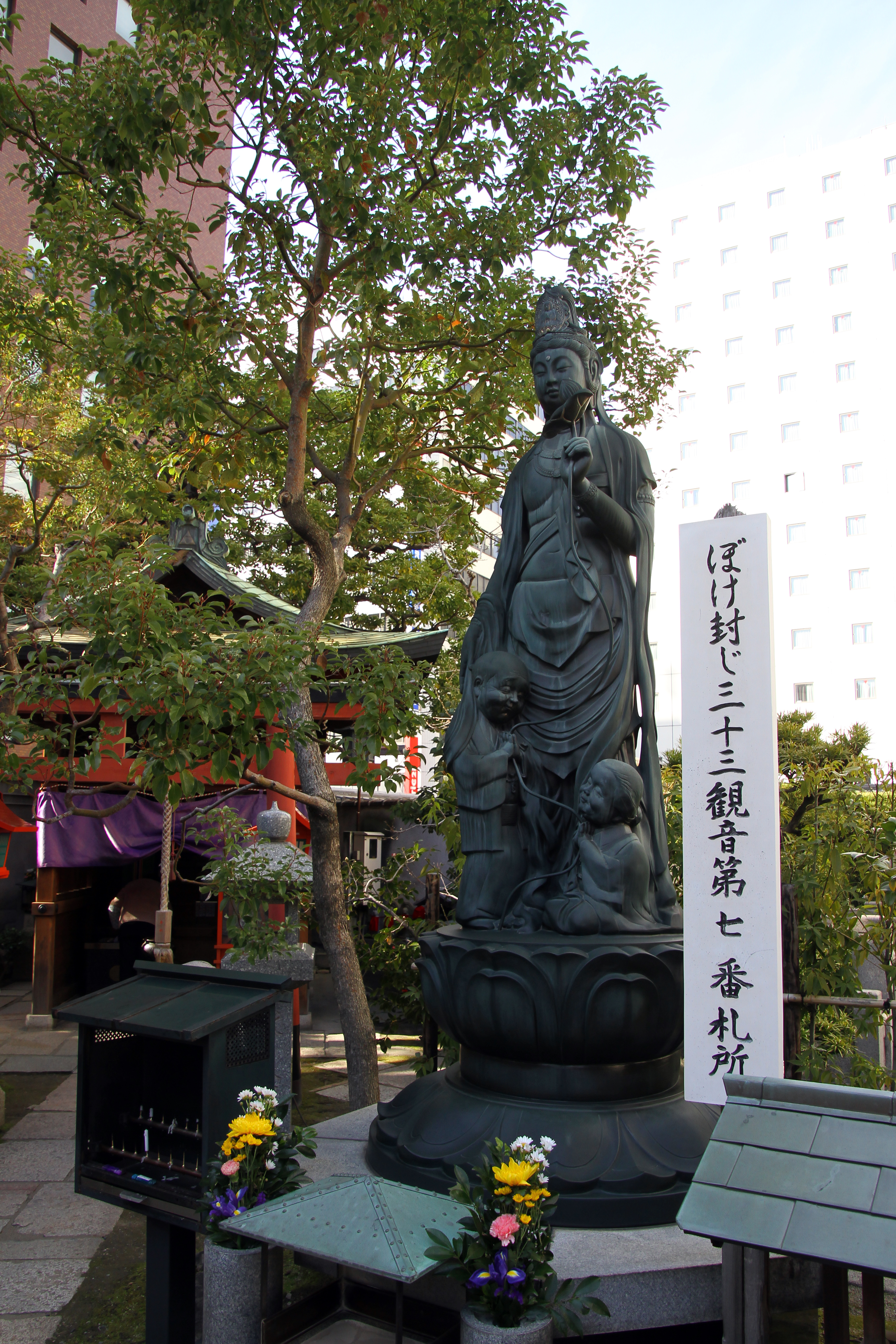
Kannon Bodhisattva Bosatsu